# Meliosma ochracea
Meliosma ochracea är en tvåhjärtbladig växtart som beskrevs av Jules Eugène Vidal. Meliosma ochracea ingår i släktet Meliosma och familjen Sabiaceae. Inga underarter finns listade.